# Запрудновский сельсовет
Запру́дновский сельсовет — упразднённое сельское поселение в составе Кстовского района Нижегородской области России.
Административный центр — село Запрудное.
Законом Нижегородской области от 10 декабря 2021 года № 137-З к 23 декабря того же года муниципальный район был преобразован в муниципальный округ, сельское поселение упразднено.

## История
Статус и границы сельского поселения установлены Законом Нижегородской области от 15 июня 2004 года № 60-З «О наделении муниципальных образований — городов, рабочих посёлков и сельсоветов Нижегородской области статусом городского, сельского поселения».
Законом Нижегородской области от 28 августа 2009 года № 158-З сельские поселения Запрудновский сельсовет и Ленинскослободский сельсовет были преобразованы, путём их объединения, в Запрудновский сельсовет.

## Население
| 2002  | 2010  | 2012  | 2013  | 2014  | 2015  | 2016  |
| ----- | ----- | ----- | ----- | ----- | ----- | ----- |
| 2583  | ↘2448 | ↗2478 | ↗2511 | ↗2548 | ↗2603 | ↗2655 |
| 2017  | 2018  | 2019  | 2020  | 2021  |       |       |
| ↗2670 | ↘2642 | ↗2677 | ↘2639 | ↘2218 |       |       |

## Состав сельского поселения
| №  | Населённый пункт  | Тип населённого пункта       | Население |
| -- | ----------------- | ---------------------------- | --------- |
| 1  | Варварское        | село                         | ↘134      |
| 2  | Голошубиха        | деревня                      | ↗7        |
| 3  | Горяньково        | деревня                      | ↘20       |
| 4  | Долгая Поляна     | деревня                      | →24       |
| 5  | Завражная Слобода | село                         | ↘12       |
| 6  | Запрудное         | село, административный центр | ↘1834     |
| 7  | Кадницы           | село                         | ↘12       |
| 8  | Калинино          | деревня                      | ↘10       |
| 9  | Кувардино         | деревня                      | ↗8        |
| 10 | Ленинская Слобода | посёлок                      | ↗31       |
| 11 | Семенищи          | деревня                      | →0        |
| 12 | Шава              | село                         | ↘356      |